# Francisco Sánches de Scepticus

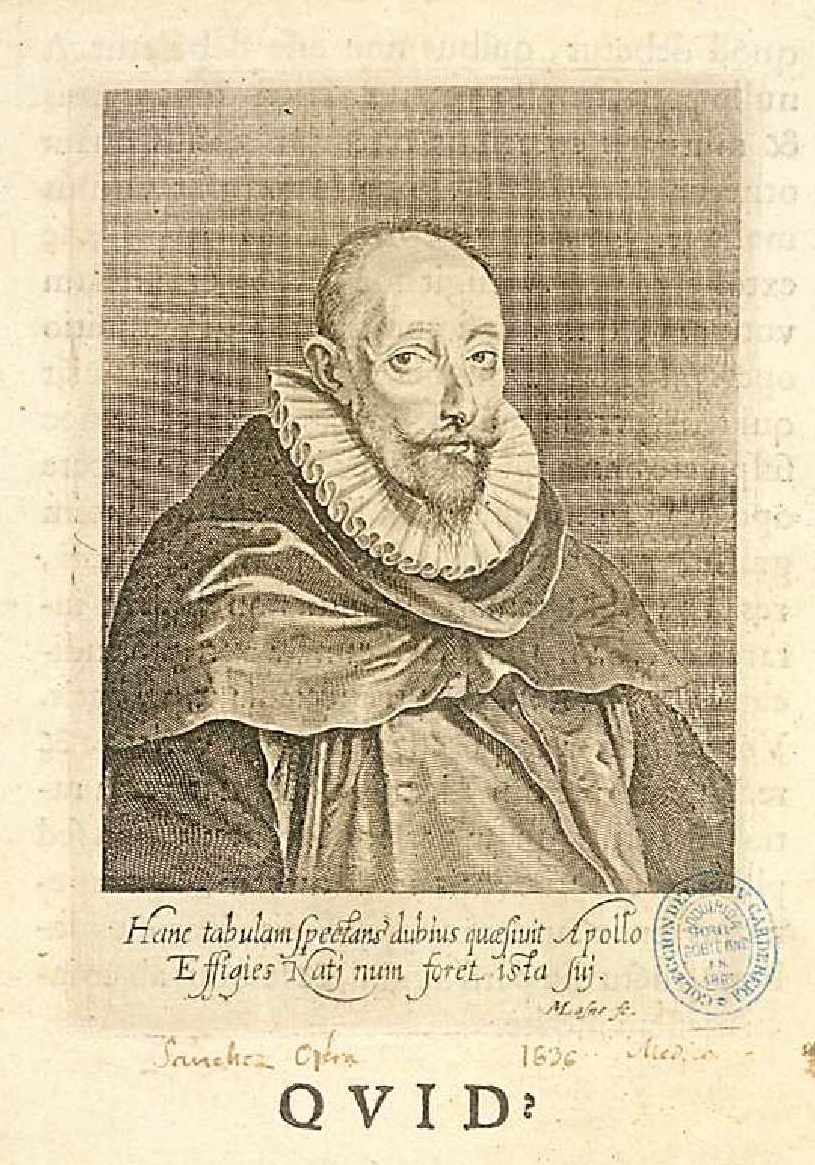
Francisco Sanches

Francisco Sánches  (Tui, 1550 - Toulouse, 16 november 1623) was een Portugese sceptische filosoof en arts van Sefardisch-Joodse afkomst.

## Biografie
Hoewel hij werd geboren in Tui, in Galicië (Spanje), werd Sanches gedoopt in Braga (Portugal) op 25 juli 1551, en bracht zijn jeugd daar door. Zijn ouders waren António Sánches, ook een arts, en Filipa de Sousa. Ook al was hij tot het katholicisme bekeerd, hij werd vanwege zijn Joodse afkomst gezien als een nieuwe christen.
Hij ging naar school in Braga tot hij 12 jaar was, waarna hij, om te ontkomen aan de Portugese Inquisitie, met zijn ouders naar Bordeaux verhuisde. Daar hervatte hij zijn opleiding aan het Collège de Guyenne. Hij ging geneeskunde studeren in 1569 in Rome, en, terug in Frankrijk, in Montpellier en Toulouse. Hij werd uiteindelijk, na 1575, professor in de filosofie en de geneeskunde aan de Universiteit van Toulouse.

## Belangrijkste werk en ideeën
In zijn Quod nihil scitur (Dat niets zeker is),  geschreven in 1576 en gepubliceerd in 1581, gebruikte hij de klassieke sceptische argumenten om aan te tonen dat wetenschap, in de Aristotelische betekenis van het geven van noodzakelijke redenen of oorzaken voor de werking van de natuur, niet bereikbaar is: het zoeken naar oorzaken leidt volgens hem snel tot een oneindige regressie en kan dus geen zekerheid geven. Hij viel ook vertogen in de vorm van syllogismen aan, met het argument dat het bepaalde (de conclusie) nodig is om een voorstelling van het algemene (de aanname) te vormen, en dus dat syllogismen cirkelredeneringen waren en niets toevoegden aan kennis.
Perfecte kennis, als die al mogelijk zou zijn, is het intuïtieve begrip van elk afzonderlijk geval. Maar, betoogde hij vervolgens, zelfs zijn eigen idee van wetenschap - perfecte kennis van afzonderlijk dingen - ligt buiten het menselijke bevattingsvermogen vanwege de aard van de objecten en de beperkingen van de mens. De verwevenheid van objecten, hun onbeperkte aantal, en hun steeds veranderende hoedanigheid voorkomt de kennis ervan. De beperkingen en de onbetrouwbaarheid van de menselijke zintuigen beperken de mens tot de kennis van verschijningsvormen en nooit van de echte essentie. Bij het vormen van dit laatste argument maakte hij gebruik van zijn ervaring met de geneeskunde om te laten zien hoe onbetrouwbaar onze zintuiglijke ervaring is.
Sanches' eerste conclusie  was een gebruikelijke fideïstische van die tijd, dat waarheid kan worden verkregen door geloof. Zijn tweede conclusie zou een belangrijke rol gaan spelen in latere ideeën: omdat niets in ultieme zin gekend kan worden, moeten we niet alle pogingen tot kennisverwerving opgeven, maar streven naar de beperkte kennis die binnen ons bereik ligt. We moeten proberen tot onvolmaakte kennis te komen van die dingen die we kennen door middel van observatie, ervaring en oordeel. Het besef dat niets zeker is (nihil scitur) kan dus toch tot constructieve resultaten leiden. Deze vroege formulering van de "constructieve" of "gematigde" scepsis zou verder worden ontwikkeld tot een belangrijke interpretatie van de nieuwe wetenschap door Marin Mersenne, Pierre Gassendi, en de leiders van de Royal Society.

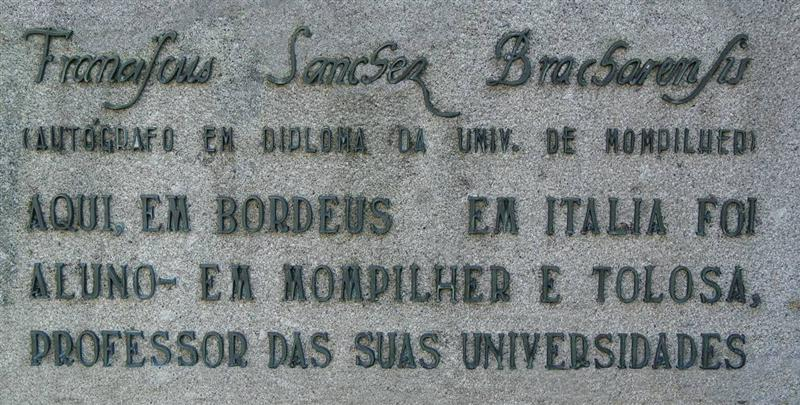
Reproductie van Francisco Sanches' handtekening zoals gevonden in zijn diploma aan de Universiteit van Montpellier: Franciscus Sanches Bracharensis (Franciscus Sanches van Braga)

## Werk
- Carmen de Cometa,  1577.
- Quod nihil scitur,  1581.
- De divinatione per somnum, ad Aristotelem,  1585.
- Opera Medica,  1636, dat bestaat uit:
  - De Longitudine et Brevitate vitae, liber
  - In lib. Aristotelis Physiognomicon, Commentarius
  - De Divinatione per Somnum
  - Quod Nihil Scitur, liber
- Tractatus Philosophici  1649.

- Biblioteca Nacional de España: XX863943
- Bibliothèque nationale de France: cb120172346 (data)
- Gemeinsame Normdatei: 129016004
- International Standard Name Identifier: 0000 0001 0929 076X
- Library of Congress Control Number: n84179270
- Nationale Bibliotheek van Tsjechië: zcu2013771213
- Nationale bibliotheek van Australië: 56964180
- Nationale Bibliotheek van Israël: 987007313589805171
- Nederlandse Thesaurus van Auteursnamen: 074719688
- Réseau des bibliothèques de Suisse occidentale: 02-A000143752
- Istituto Centrale per il Catalogo Unico: MILV021349
- LIBRIS: 335009
- SNAC: w6kt6zf2
- Système universitaire de documentation: 028310039
- Trove: 1676749
- Virtual International Authority File: 100902578
- WorldCat: E39PBJbMc73rJkwCKw7rfT46rq